# Калиновник
Калиновник (укр. Калиновник) — село в Голобской поселковой общине Ковельского района Волынской области Украины.
Код КОАТУУ — 0722155303. Население по переписи 2001 года составляет 44 человека. Почтовый индекс — 45070. Телефонный код — 3352. Занимает площадь 0,016 км².